# Solenidiopsis
Solenidiopsis là một chi thực vật có hoa trong họ, Orchidaceae.

## Hình ảnh

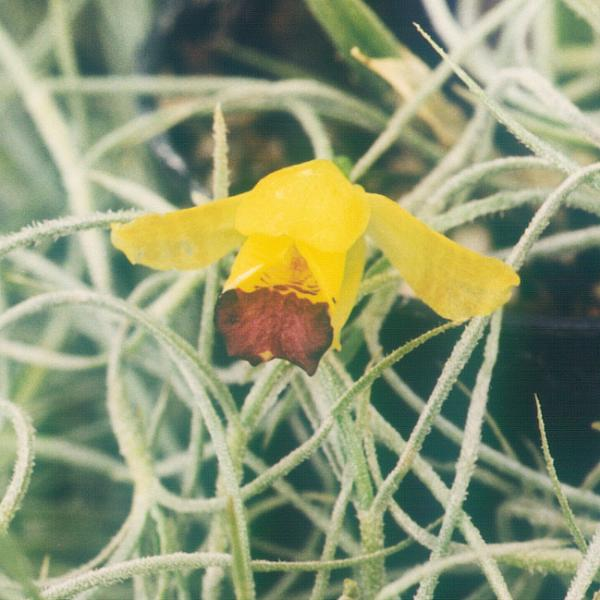
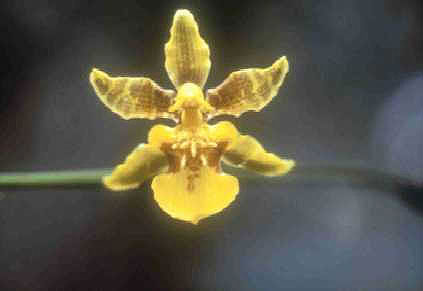
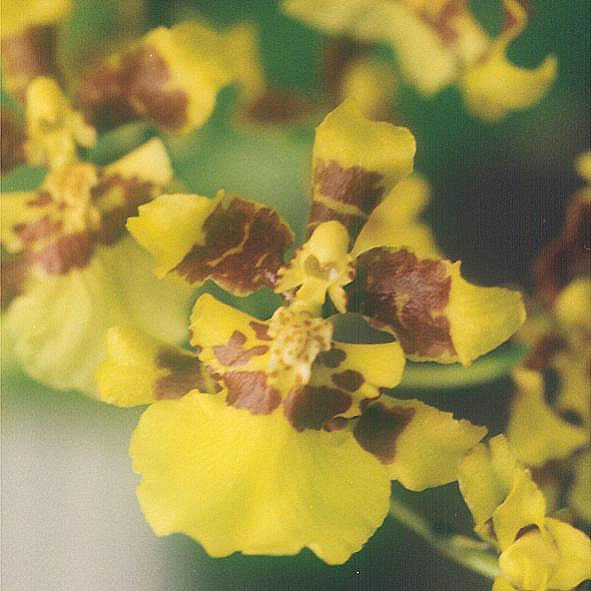
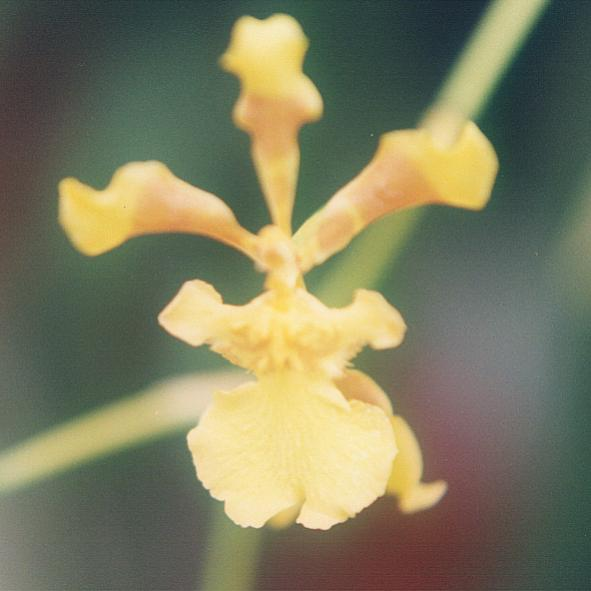